# Wertergebnisparameter
Wertergebnisparameter (engl. call by value/return/result oder copy in copy out) sind Parameter von Unterprogrammen in Programmiersprachen, die die Übergabe und Rückgabe von Werten ermöglichen. 
Im Gegensatz zu Wertparametern wird hier der Wert des formalen Parameters bei Unterprogrammende an die Speicherstelle des beim Aufruf in diesen kopierten Argumentes zurück kopiert. 
Dies führt zu einer einfacher zu verstehenden Semantik, da Nebeneffekte durch mehrfache Verwendung derselben Referenz vermieden werden.
Die Programmiersprache Ada schreibt unter anderem Wertergebnisparameter-Semantik vor. Die Parameter in dieser Sprache werden gekennzeichnet durch
- in: Wertparameter
- out: Ergebnisparameter
- in out: Wertergebnisparameter